# Fenster zum Sommer
Fenster zum Sommer ist ein deutscher Spielfilm aus dem Jahr 2011 mit Nina Hoss in der Hauptrolle. Regie führte Hendrik Handloegten. Das Drama spielt in Deutschland und in Finnland. Da die Hauptdarstellerin einen Zeitsprung erlebt, trägt es fantastische Elemente in sich.
Der Film basiert auf dem Roman Zuflucht hinter der Zeit der österreichischen Schriftstellerin Hannelore Valencak, der 1967 erschien und zehn Jahre später unter dem Titel Das Fenster zum Sommer neu aufgelegt wurde.

## Handlung
Es ist Sommer und die Übersetzerin für technische Dokumentationen, Juliane, befindet sich mit ihrer frischen Liebe August in Finnland auf dem Weg zu einem jährlichen Besuch bei ihrem Vater. Sie machen an einem See Rast und genießen die gemeinsame Zeit. Am Abend schläft das Paar zusammen in seinem Auto ein. Zuvor erinnert sich Juliane an ihre beste Freundin Emily, die bei einem Verkehrsunfall in Berlin vor ihren Augen ums Leben kam. Sie hat Schuldgefühle wegen des Unfalls, da sie sich mit Emily verabredet hatte und diese auf dem Weg zum Treffpunkt überfahren wurde.
Am nächsten Morgen wacht Juliane unerwartet in Berlin auf. Es ist Winter, sie befindet sich wieder in ihrer alten Beziehung mit ihrem Chef Philipp. Die Zeit ist ein halbes Jahr zurückgedreht und nur Juliane weiß davon. Zunächst ist sie irritiert und glaubt, in einem schlechten Traum zu sein. Doch bei einer Wohnungsbesichtigung mit Philipp kann sie sich an vollständige Dialoge zwischen dem Makler und Philipp erinnern, bevor die beiden ihre Unterhaltung abgeschlossen haben. Sie merkt, dass sie sich in ihrer eigenen Vergangenheit befindet, und fragt sich, ob sie die Dinge, die geschehen werden, ändern kann. Und sie wartet auf den 12. Mai, den Tag, an dem sie August begegnen und er sich in sie verlieben wird. Dies ist aber gleichzeitig der Tag, an dem Emily überfahren wurde.
In der Zwischenzeit versucht sie, Emily zu helfen. Diese stürzt sich von einer unglücklichen Beziehung in die nächste. Eines Abends ist sie erneut mit einem Mann verabredet. Da sie alleinerziehend ist, bittet sie Juliane, auf ihren Sohn Otto aufzupassen. Er will nicht einschlafen, bevor Juliane ihm eine Gutenachtgeschichte erzählt hat. Juliane erzählt von ihrer derzeitigen Situation, allerdings lässt sie Otto in dem Glauben, dies sei in ihrer eigenen, phantasiereichen Kindheit passiert. Sie berichtet ihm auch, dass sie auf einen ganz besonderen Tag gewartet habe (den erwähnten 12. Mai), da an diesem Tag ihr Vater nach langer Abwesenheit zu ihr und der Familie zurückkehren würde. Sie hätte sich so auf diesen Tag gefreut, denn ihr Vater habe ihr versprochen, mit ihr den Vergnügungspark Tivoli zu besuchen. Sie berichtet Otto von dem „Zwang“, alles noch einmal genauso zu machen, wie es bereits passiert ist, damit das gewünschte Ereignis auch eintritt.
Otto ist jedoch der Auffassung, dass Juliane bis zu diesem Datum alles machen könne, was sie wolle. Denn wenn sie sich sicher sei, dass das Ereignis ohnehin einträfe, wäre es ja egal, was sie bis zu diesem Zeitpunkt unternehme. Lediglich mit ihrem Vater dürfe sie bis dahin nicht streiten.
Das Ende der Geschichte lässt Juliane offen und verspricht, es beim nächsten Mal zu erzählen.
Nach einem Streit mit Philipp zieht Juliane aus der gemeinsamen Wohnung aus und nimmt sich ein Hotelzimmer. Sie schreibt August einen Brief, in dem sie ihm sich offenbart und detaillierte Angaben über seine Vorlieben und Wünsche mitteilt, um ihrem Schreiben mehr Glaubwürdigkeit zu verleihen. Sie bittet ihn um ein Treffen in einem Restaurant und hofft, dass er sie erkennt. Als sie am Tresen jedoch auf ihn wartet, muss sie feststellen, dass seine Partnerin den Brief abgefangen hat und ihm Coram publico eine Szene macht. Nachdem diese das Restaurant verlassen hat, folgt Juliane August in eine andere Bar. Dort spricht er sie an und die beiden verbringen einen ausgelassenen Abend, bei der Juliane ihm von ihren regelmäßigen Reisen zu ihrem Vater nach Finnland berichtet. August ist fasziniert von Juliane und ihrer Arbeit als Übersetzerin. Er bedauert, dass er nur einen einzigen Satz auf Finnisch beherrscht, dessen Bedeutung er jedoch nicht weiß: „Ei arka mies saa kaunista akkaa“. Juliane flüstert ihm die Übersetzung ins Ohr: „Ein schüchterner Mann bekommt keine schöne Frau“.
Nach einer leidenschaftlichen Nacht verlässt August jedoch die ihm Unbekannte und Juliane ist mit ihren Sorgen erneut alleine. Sie beschließt, keine weiteren Treffen mit August mehr zu forcieren, sondern auf den Tag zu warten, an dem er sich in sie verlieben wird. Es kommt zu einem weiteren Streit mit Philipp, dessen Ausgang sie ebenfalls voraussagen kann. Philipp kann nur schwerlich mit der Situation umgehen und die Beziehung steht kurz vor dem Aus. Auch Juliane ist völlig erschöpft durch ihre Bemühungen, jetzt alles genauso zu machen, wie es schon einmal passiert ist, und erleidet einen Zusammenbruch. Sie kommt in ein Krankenhaus und wird dort auf ihren Geisteszustand hin untersucht. Da die Ärzte jedoch keine Erkrankung feststellen können, wird sie entlassen. Philipp will sie abholen, doch Juliane zieht es vor, vorübergehend bei Emily einzuziehen, um der Situation zu entfliehen. Zuvor kündigt sie ihre Arbeitsstelle.
Emily ist unterdessen neu verliebt und will mit ihrer neuen Beziehung Ottos Geburtstag feiern. Sie ist unentschlossen, womit sie Otto eine Freude machen kann. Juliane schlägt vor, dass die drei nach Kopenhagen fahren und das Tivoli besuchen sollen, und unterbreitet ihr das Angebot, die Reise zu finanzieren. Damit will sie verhindern, dass sich Emily just an dem Tag ihres voraussichtlichen Unfalls in der Stadt aufhält. Emily will dies mit ihrem neuen Freund besprechen.
Am von Juliane lange erwarteten Tag, dem 12. Mai, bereitet sie sich zunächst darauf vor, alles wieder so zu tun, um August zu treffen. Plötzlich ruft Emily aufgelöst Juliane an. Ihr neuer Freund sei mit dem Kurzurlaub nicht einverstanden und sie werde daher in Berlin bleiben. Juliane versucht, Emily davon abzuhalten, sich in der Stadt zu bewegen und bittet um ein Treffen in der Nähe des Alexanderplatzes, wo sich Emily gerade befindet. Diese besteht jedoch darauf, sich in einem bestimmten Café zu treffen, dem Treffpunkt, vor dem der Unfall passierte.
Auf dem Weg dorthin nimmt Juliane zunächst die Straßenbahn, um dort erneut auf August zu treffen – ganz so, wie es in der Zukunft bereits passierte. Das Aufeinandertreffen verläuft jedoch nicht wie in Julianes Erinnerung. August bemerkt sie nicht und so verlässt sie fluchtartig die Tram, um mit einem Taxi schneller zum Treffpunkt mit Emily zu kommen und den Unfall zu verhindern. Dabei erkennt August die Unbekannte wieder, kann ihr aber nicht mehr folgen.
Während Juliane den Taxifahrer noch anfeuert, doch schneller zu fahren, erkennt sie plötzlich, dass es der Mann ist, der Emily angefahren hat. Sie schreit ihn an, er solle anhalten. Daraufhin bekommt er mit einer Vollbremsung nur kurz vor einer Passantin das Taxi zum Halten. Juliane erkennt die Passantin – es ist Emily und so scheint der Bann gebrochen. Da der Tivolibesuch geplatzt ist, holen sie zusammen Otto ab und gehen in ein Spaßbad.
Doch nur wenige Stunden später kommt Emily bei einem Autounfall tatsächlich ums Leben. Juliane holt Otto von der Schule ab und die beiden reisen zu ihrem Vater nach Finnland, um Abstand zu gewinnen. Auf dem Weg dorthin trifft sie auf der Fähre auf August, der in der Hoffnung auf ein Wiedersehen seit Tagen zwischen Deutschland und Finnland pendelt. Die beiden sind nun vereint und fahren zusammen mit Otto zu Julianes Vater.

## Kritik
„Das Science-Fiction-Szenario ist in Fenster zum Sommer ein bloßes Gedankenspiel – der größte Spezialeffekt ist das Wetter, das magische Licht der finnischen Mittsommernächte, und im Kontrast dazu das frostige Grau der Berliner Februartage, die diskret verwirrenden Sirenenklänge des Soundtracks von Timo Hietala beschwören dazu das Unerklärliche. Souverän jongliert Handloegten mit Rückblenden und Erinnerungen, mit verschiedenen Filmmaterialien und Lichtverhältnissen.
Zwischen Fakten und Ahnungen, zwischen brutaler Evidenz und fragiler Flüchtigkeit hält er seinen Film in der Schwebe, hier das Krachen eines Unfalls, der den Tod bringt, dort die flüchtige Berührung in einer überfüllten Trambahn, die der Anfang einer großen Liebe ist. Und dann muss Juliane begreifen, dass es auch für die richtige Liebe den falschen Moment geben kann: Vergeblich versucht sie den ahnungslosen Mann, von dem sie weiß, dass sie ihn liebt, auf sich aufmerksam zu machen. Wenn die Zeit nicht reif ist, dann können zwei Menschen hundert Mal unerkannt aneinander vorbeilaufen. Alles eine Frage der Magie des Augenblicks.“

„Rätselhafte Liebesgeschichte über die Verflechtung von Schicksal und Gefühlen und die Hoffnung auf eine zweite Chance.“

## Nominierungen
Im Rahmen des Deutschen Filmpreises im Jahr 2012 erhielt Fenster zum Sommer drei Nominierungen in den Kategorien Beste Kamera/Bildgestaltung für Peter Przybylski, Beste Filmmusik für Timo Hietala und Beste darstellerische Leistung in einer weiblichen Nebenrolle für Fritzi Haberlandt.